# African Express Airways
African Express Airways is een Keniaanse luchtvaartmaatschappij met haar thuisbasis in Nairobi.

## Geschiedenis
African Express Airways is opgericht in 1979 als Pioneer Airlines.In 1987 werd de naam gewijzigd in African Express Airways en in 1990 in Equator Airlines.Vanaf 1999 wordt de huidige naam gevoerd.

## Diensten
African Express Airways voert lijnvluchten uit naar:(juli 2007)
- Abu Dhabi, Aden, Berbera, Dubai, Dzaoudzi, Jubba, Mogadishu, Mombassa, Nairobi, Zanzibar.

## Vloot
De vloot van African Express Airways bestaat uit:(november 2007)
- 1 Douglas  DC-9-30